# パロマー・ボールルーム
パロマー・ボールルーム (the Palomar Ballroom) は、アメリカ合衆国カリフォルニア州ロサンゼルスにあった、1925年に建設された有名なボールルーム（舞踏場）。1939年10月2日に発生した火災により焼失した。
当初は、エル・パティオ・ボールルーム (the El Patio Ballroom) と称されたこの施設は、バーモント・アベニューの東側、2丁目と3丁目 (2nd and 3rd Street) の間に位置しており、「西海岸で最大かつ最も有名なダンスホール (the largest and most famous dance hall on the West Coast)」と自称していた。
この建物には、大規模なメザニン（中二階）があり、さらにバルコニーと、7500平方フィートのパティオ（中庭）が備えられていた。ダンス・フロアは、4000組のカップルを収容できる規模であった。入場料は、男性が40セント、女性が25セントであった。開場初日の夜には、2万人が詰めかけ、その中には、ハリウッドのサイレント映画のスターたちも数多く含まれていた。ミナレット状の屋根の上の塔は、クリーグ灯の照明で飾られていた。
このダンスホールは、この施設を買収した不動産開発業者のレイモンド・ルイス (Raymond Lewis) によって、レインボー・ガーデンズ (Rainbow Gardens) と改称され、さらに屋内のミニチュア・ゴルフ場が加えられて、パロマー・ボールルームと改称された。その後、間も無くして、この施設は有名な楽団の主要な演奏会場となり、急速に人気を高めていった。1935年8月21日には、ベニー・グッドマンが初めて来演し、スウィング時代の到来を告げる出来事となった。
パロマー・ボールルームに来演した楽団のバンドリーダーには、トミー・ドーシー、グレン・ミラー、アーティ・ショウ、グレン・グレイ、ジミー・ドーシー、ケイ・カイザーらがいた。地元のラジオ局KFLJは、毎晩ここからラジオ放送をおこない、多数の群衆を「西方を代表する食事とダンスと娯楽の中心 (Dining, Dancing and Entertainment Center of the West)」へと引き寄せた。チャーリー・バーネットの放送をエアチェックした音源は、LP『Radio Rhythm』(IAJRC 14) に収められている。この施設は建築物としても名高く、いくつものハリウッド映画でロケーション撮影に用いられており、ベニー・グッドマンの再演の際に制作された『1937年の大放送 (The Big Broadcast of 1937)』や、ラナ・ターナーとアーティ・ショウ楽団が主演した『Dancing Co-Ed』などの例がある。
1939年、パロマー・ボールルームは改装された。近代的な冷房装置が設置され、カクテル・ラウンジとソーダ・ファウンテンがそれぞれ複数設けられ、ダンス・フロアも拡張された。従来からのエキゾチックなムーア様式の装飾は、そのまま残された。改装後の再開記念行事を告知する広告には、「2万人以上の最初のお客様 - あらゆる開業行事の中でも最も盛り上がる再開業のご予約はもうすぐです! (A premier audience of more than 20,000 persons – the expected attendance to be on hand for the gayest of all openings!)」とあった。
この時点で、入場料は男性75セント、女性40セントであった。日曜日の夜には、特別ディナー/ダンスの剣が、1ドル25セントであった。この券の料金には、椰子の木が立ち並ぶ上品なパロマー・テラス (Palomar Terrace) のテーブルの一夕を通しての予約権と、7品のコース料理、フロア・ショウとダンスを深夜午前2時まで楽しめる権利が含まれていた。バレットパーキングには、15セントの追加料金が必要であった。
パロマー・ボールルームの運営は、厳格な人種隔離に従っていた。
パロマー・ボールルームは、1939年10月2日の火災により焼失した。ロサンゼルス市消防局 (LAFD) の対応は、所在地の通知の誤りによって遅れた。チャーリー・バーネット楽団は、この火災で備品類をほとんど失ってしまった。彼らがその後に発表した「All Burned Up」（「みんな燃えちゃった」の意）という曲は、この出来事を踏まえた、一種のブラックジョークであった。